# Диатрета

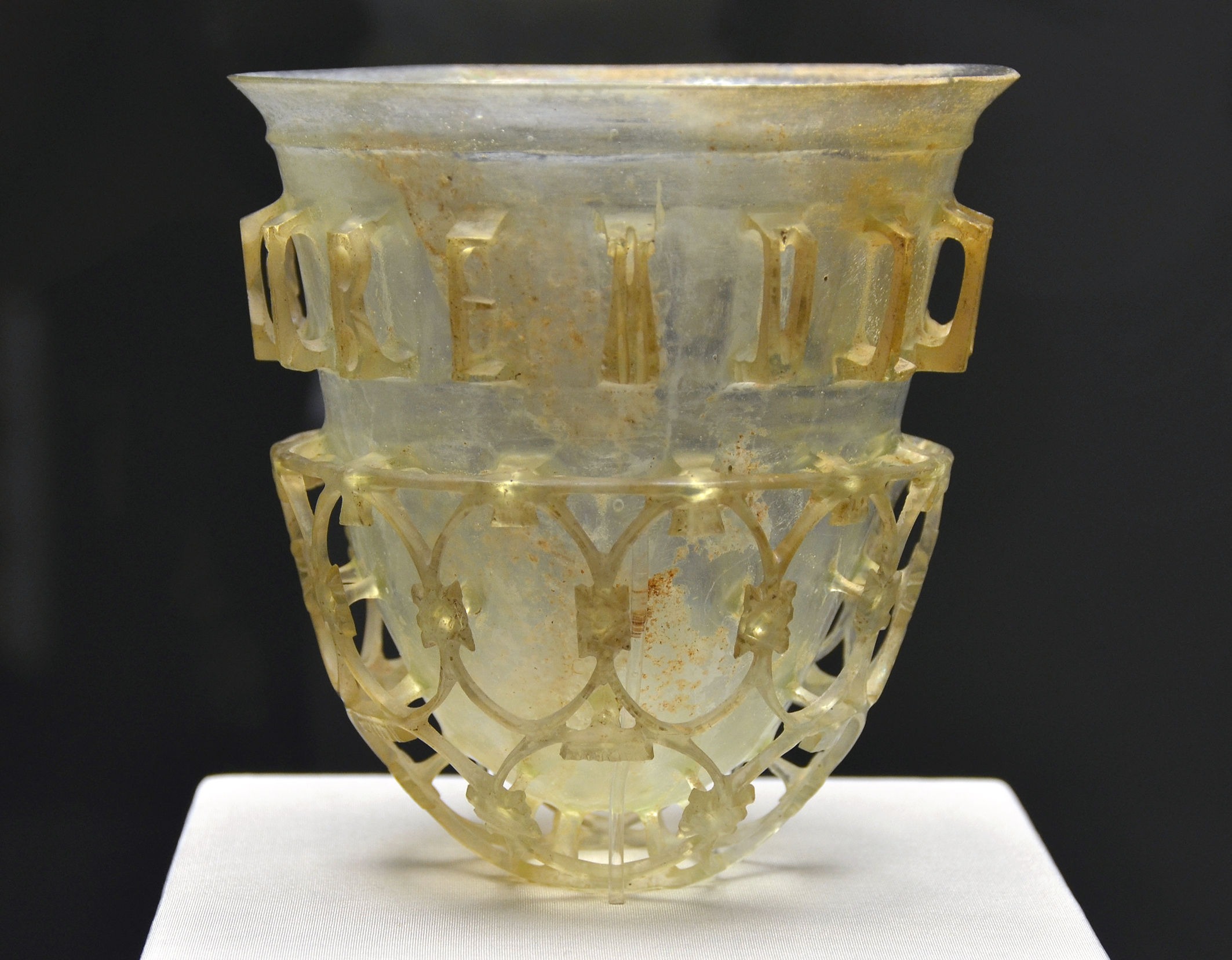
Кёльнская диатрета из Мюнхена с надписью в верхней части по кругу «Bibe multi annis». Государственное античное собрание. Мюнхен

Диатре́та (др.-греч. διάτρητος — прорезанный, пробитый насквозь) — сосуд из стекла преимущественно колоколообразной формы с двойными стенками: тулово сосуда находится внутри внешней стеклянной ажурной «сетки» прорезной работы.

## Техника изготовления
Первый экземпляр диатреты был обнаружен в 1680 году в Северной Италии. Начиная с этого времени предпринимались попытки восстановить методику производства и создать копии.
Существуют две версии относительно того, как изготавливалась диатрета:
- шлифовка: сначала узор сетки шлифовался как рельеф, а потом удалялся лишний материал за рельефным рисунком за исключением нескольких стеклянных перемычек;
- прессование: стеклянная заготовка отливалась по слепку из гипса или смеси гипса с кварцевой мукой и далее подвергалась шлифовке.

## Назначение
Форма диатрет и надписи на них позволяют предположить, что они использовались как сосуды для напитков. Однако своеобразная кромка сохранившихся диатрет (у одного из экземпляров, хранящегося в Музее Корнинга в Нью-Йорке, на ней даже сохранилось бронзовое кольцо с тремя ручками) свидетельствует против этой версии: за кольцо диатрета могла подвешиваться как светильник.
Диатреты были для римлян изысканными и дорогими изделиями из стекла. Известны античные законы, регулировавшие ответственность шлифовальщиков за порчу диатрет. Самые ранние экземпляры диатрет датируются I в. н. э. Расцвет производства диатрет приходится на III и IV вв. На сегодняшний день известно около 50 экземпляров стеклянных сосудов этого вида, которые зачастую сохранились лишь частично, в осколках.

## Наиболее известные диатреты
- Кубок Ликурга: создан в IV веке. С 1945 года находится в собственности Британского музея. Тулово сосуда из золотого рубина имеет высоту 16,5 см и диаметр 13,2 см, который на просвет кажется красным, а в обычном свете — молочно желтовато-зелёным. Этот эффект объясняется наличием в стекле мельчайших частиц коллоидного золота и серебра (приблизительно 70 нанометров) в соотношении трёх к семи. Это единственный целиком сохранившийся стеклянный сосуд по своему цветовому эффекту и отделке считается уникальным.
- Кёльнско-Браунсфельдская диатрета: найдена в 1960 году в кёльнском районе Браунсфельд (нем.). Имеет надпись на греческом языке, которая в переводе звучит: «Пей, чтобы ты всегда хорошо жил». Датируется 330—340 годами н. э. Находится в экспозиции Романо-германского музея в Кёльне.
- Кёльнская диатрета из Мюнхена: датируется 400 годом н. э. Подарок города Кёльна королю Баварии Людвигу I в знак благодарности за его вклад в завершение строительства Кёльнского собора. Надпись на диатрете на латыни гласит: «BIBE MULTIS ANNIS» («Пей ещё много лет»).